# Berlin-Moabit

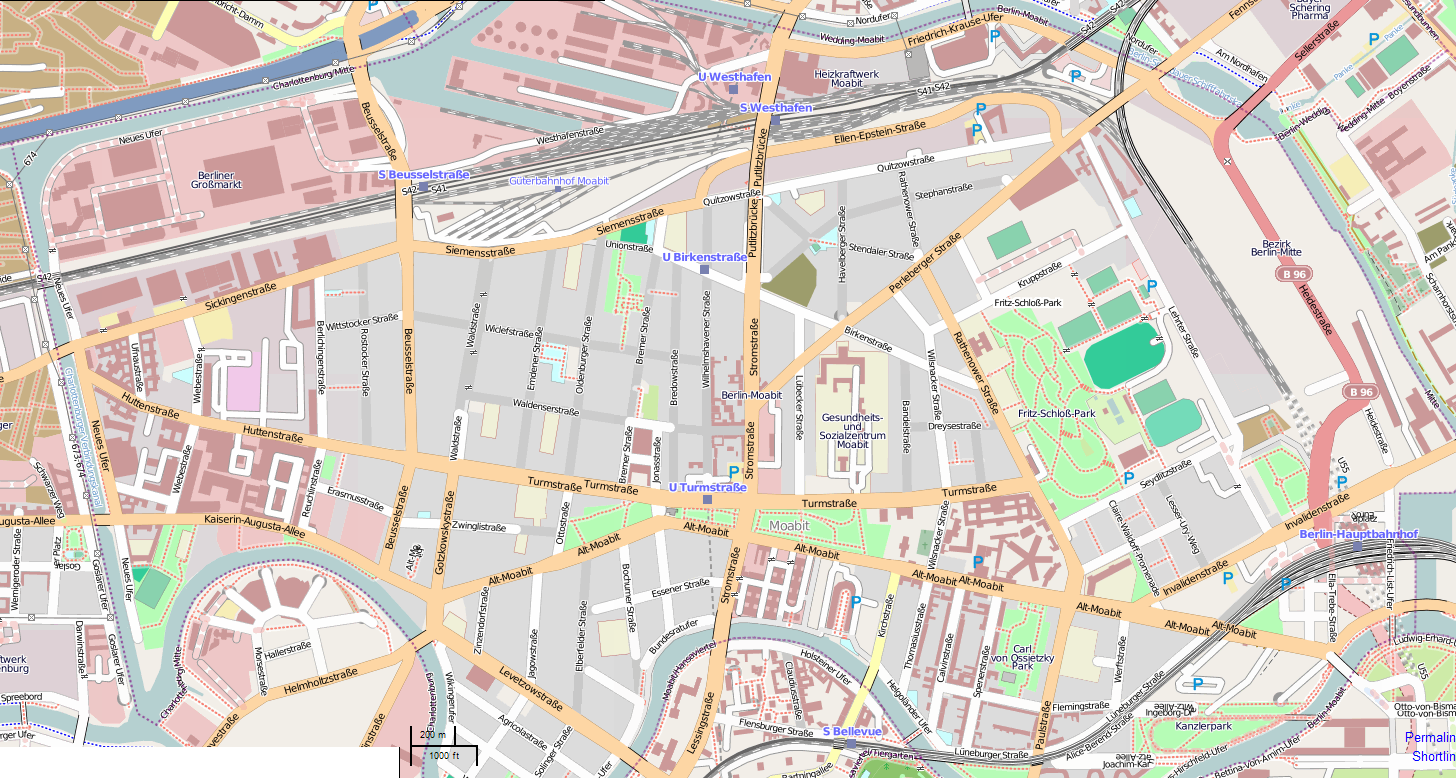
Harta cartierului

Moabit este un cartier în Sectorul Centru (Berlin). Până la reorganizarea din anul 2001 Moabit a aparținut de fostul sector Tiergarten (Berlin). Moabit a devenit cunoscut pe plan internațional prin unul dintre cele mai mari închisori pentru criminali din Europa. Aici au fost interogați deținuții politici din timpul nazismului german, unii foloseau termenul Moabit ca sinonim pentru închisoare.

## Date geografice

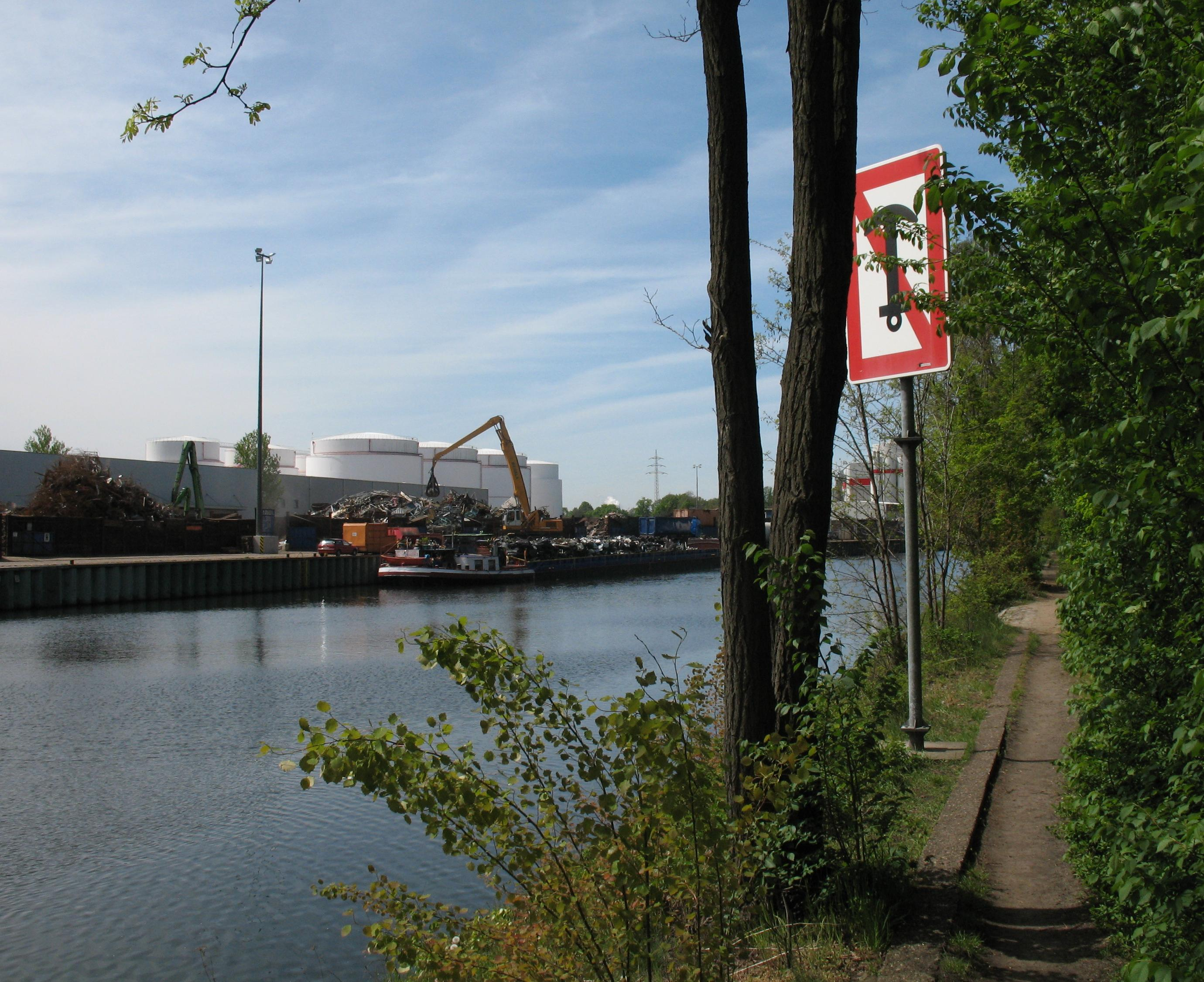
Berlin-Spandauer Schifffahrtskanal

Cartierul este înconjurat de canale cu apă, formate de Spree, Berlin-Spandauer Schifffahrtskanal, Westhafenkanal și Charlottenburger Verbindungskanal. Astfel Moabit apare ca o insulă artificială, care este legată de cartierele vecine prin 25 de străzi, o cale ferată și un pod pebtru pietoni. În cartier există ca zonă verde parcul castelului Fritz, care a fost inițial un câmp de exerciții militare. Spații verzi mai mici sunt Kleine Tiergarten  și parcul Otto.

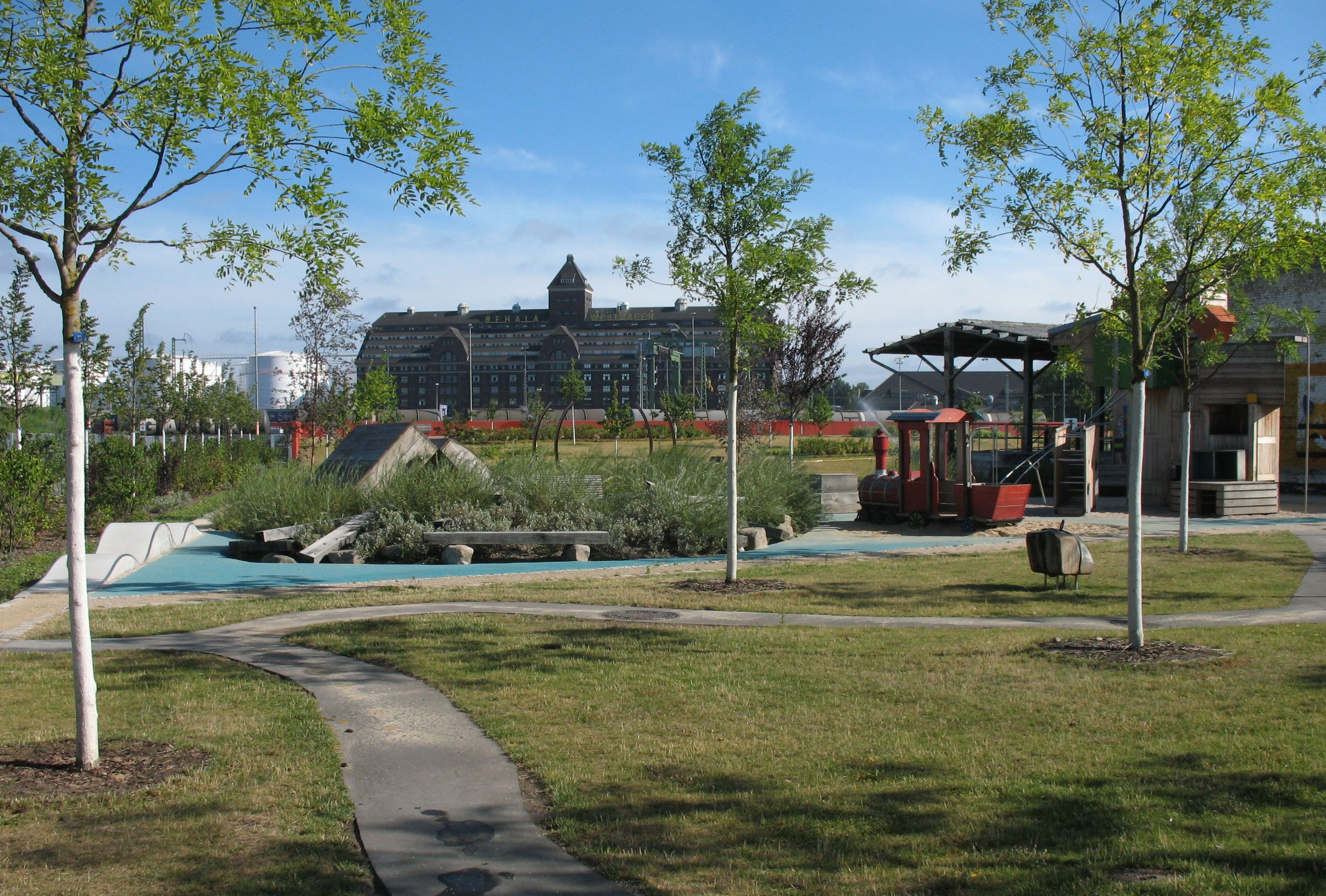
Parc

## Istoric
Moabit a fost în secolul XIII era un șes populat cu animale, care aparținea  prinților de Brandenburg, și care foloseau o parte din Moabit ca teren de vânătoare. Construirea caselor a început prin anul 1685, care a fost continuat în anul 1717 în timpul domniei lui Frederic Wilhelm I al Prusiei care a adus în regiune hughenoți. Soul fiind însă puțin fertil, terenul de lângă așezarea hughenoților francezi a început să fie folosit în scopuri militare, utilizare care a durat până la sfârșitul secolului XIX. În partea de vest a Moabitului a deschis un colonist francez un birt (petit Martin), pe un teren care până în anul 1938 aparținea de Charlottenburg, câmpul este numit și azi de localnici Câmpul lui Martin (Martinickenfelde). Prin anii 1769 aici vor deschise mai multe localuri, Moabit fiind folosit ca loc de agrement.
Prin anul 1861 prin creșterea numărului populației este integrat în Berlin, aici se vor contrui cazerne militare, prin industrializare a crescut numărul de clădiri, Moabitul devenind un cartier muncitoresc. În vestul cartierului fiind fabrica de turbine AEG. Deoarece majoritatea muncitorilor care proveneau din Silezia erau de religie catolică se va contrui mănăstirea și biserica dominicană St. Paulus. În timpul nazismului aici s-au alcătuit printre muncitori nuclee de rezistență antifascistă.

## Personalități marcante
- Brüder Sass,
- Kurt Tucholsky,
- Farin Urlaub,
- Michael Wendt,
- Albrecht Graf von Bernstorff

## Literatură
- Olaf Saeger: Moabiter Details – Schatten im Paradies. Weidler, Berlin 1995, ISBN 3-925191-59-3
- Jürgen Karwelat: Insel Moabit. Eine Dreiviertel-Rundfahrt mit dem Schiff. Berliner Geschichtswerkstatt, Berlin 1986 ISBN 3-925702-06-7